# Flottarkärlek (film)
Flottarkärlek (finska: On lautalla pienoinen kahvila) är en svartvit komisk musikalfilm i regi av Thure Bahne, från 1952. Filmen var Bahnes debut som spelfilmsregissör.
Filmen hade premiär i Finland 30 maj 1952 och i Sverige 22 oktober 1952.
I filmen hörs Kipparikvartetten till vars sång skådespelarna Aarne Helen, Armas Jokio, Anton Soini och Kalle Viherpuu agerar.

## Medverkande (urval)
- Tuija Halonen – Sanni
- Siiri Angerkoski – Marleena
- Kalle Viherpuu – Metku, flottare
- William Markus – Jägmästare Vuoristo alias flottaren Eräs
- Joel Asiakainen – Kymppi, skrivbiträde
- Armas Jokio – Jäärä, flottare
- Aarne Helen – Virta, flottare
- Anton Soini – Äimä, flottare